# Mukikere, Channarayapatna
Mukikere là một làng thuộc tehsil Channarayapatna, huyện Hassan, bang Karnataka, Ấn Độ.